# Chaenopsis alepidota
Chaenopsis alepidota es una especie de pez del género Chaenopsis, familia Chaenopsidae. Fue descrita científicamente por Gilbert en 1890.
Se distribuye por el Océano Pacífico Oriental desde el golfo de California hasta el sur de California. La longitud total (TL) es de 15 centímetros. Habita en zonas arenosas. Puede alcanzar los 11 metros de profundidad.
Está clasificada como una especie marina inofensiva para el ser humano.